# Mikroregion Araraquara

Mikroregion Araraquara

Mikroregion Araraquara – mikroregion w brazylijskim stanie São Paulo należący do mezoregionu Araraquara.

## Gminy
- Américo Brasiliense
- Araraquara
- Boa Esperança do Sul
- Borborema
- Dobrada
- Gavião Peixoto
- Ibitinga
- Itápolis
- Matão
- Motuca
- Nova Europa
- Rincão
- Santa Lúcia
- Tabatinga
- Trabiju